# 687

## Родени
- Витица, крал на вестготите († 710)

## Починали
- Ервиг, крал на вестготите
- Ромуалд I, херцог на Херцогство Беневенто
- Вамба, крал на вестготите